# Яльмар Андресен
Яльмар Андресен (норв. Hjalmar Andresen; 18 липня 1914 — 22 червня 1982) — норвезький футболіст, що грав на позиції нападника за клуб «Сарпсборг», а також національну збірну Норвегії. Дворазовий володар Кубка Норвегії.

## Клубна кар'єра
У футболі дебютував 1938 року виступами за клуб «Сарпсборг», кольори якого і захищав протягом усієї своєї кар'єри гравця, що тривала одинадцять років.
| Дата       | Місто      | Господарі  | Результат | Гості    | Турнір                        | Голи | Примітки |
| ---------- | ---------- | ---------- | --------- | -------- | ----------------------------- | ---- | -------- |
| 03.09.1939 | Гельсінкі  | Фінляндія  | 1 – 2     | Норвегія | Чемпіонат П. Європи 1937—1947 | -    |          |
| 28.07.1946 | Люксембург | Люксембург | 3 – 2     | Норвегія | товариський матч              | -    |          |
| 15.09.1946 | Осло       | Норвегія   | 0 – 3     | Швеція   | товариський матч              | -    |          |
| 20.10.1946 | Копенгаген | Норвегія   | 7 – 1     | Данія    | товариський матч              | -    |          |
| 11.06.1947 | Осло       | Польща     | 3 – 1     | Норвегія | товариський матч              | -    |          |
| 24.12.1948 | Каїр       | Єгипет     | 1 – 1     | Норвегія | товариський матч              | -    |          |
| Усього     |            | Матчів     | 6         |          | Голів                         | 0    |          |

Помер 22 червня 1982 року на 68-му році життя.

## Титули і досягнення
- Володар Кубка Норвегії (2):

«Сарпсборг»: 1939, 1949